# Championnat du Sénégal de basket-ball
Le championnat du Sénégal de basket-ball est une compétition de basket-ball réunissant les meilleurs clubs du Sénégal. Le championnat est créé en 1971.

## Palmarès
Le palmarès est le suivant :
- 1971 : US Gorée
- 1972 : Dial Diop
- 1973 : Dial Diop
- 1974 : ASFA
- 1975 : ASFA
- 1976 : ASFA
- 1977 : ASFA
- 1978 : ASFA
- 1979 : ASFA
- 1980 : ASFA
- 1981 : AS Police
- 1982 : AS Police
- 1983 : AS Police
- 1984 : ASFA
- 1985 : US Gorée
- 1986 : ASC Jeanne d'Arc
- 1987 : ASC Jeanne d'Arc
- 1988 : SEIB Diourbel
- 1989 : US Gorée
- 1990 : ASC Jeanne d'Arc
- 1991 : US Gorée
- 1992 : ASC Jeanne d'Arc
- 1993 : AS Bopp
- 1994 : ASFA
- 1995 : ASFA
- 1996 : ASC Jeanne d'Arc
- 1997 : ASC Jeanne d'Arc
- 1998 : AS Douanes
- 1999 : AS Bopp
- 2000 : US Gorée
- 2001 : AS Bopp
- 2002 : ASC Jeanne d'Arc
- 2003 : US Gorée
- 2004 : AS Bopp
- 2005 : US Rail
- 2006 : US Rail
- 2007 : AS Douanes
- 2008 : AS Douanes
- 2009 : Dakar UC
- 2010 : Dakar UC
- 2011 : AS Douanes
- 2012 : Université Gaston-Berger
- 2013 : Dakar UC
- 2014 : AS Douanes
- 2015 : Dakar UC[2]
- 2016 : AS Douanes[3]
- 2017 : AS Douanes[4]
- 2018 : AS Douanes[5]
- 2019 : AS Douanes[6]
- 2020 : Compétition annulée à cause de la pandémie de Covid-19[7]
- 2021 : Dakar UC[8]
- 2022 : AS Douanes
- 2023 : AS Douanes[9]
- 2024 : ASCVD[10]
- 2025 : ASCVD[11]

## Bilan par club
| Club                     | Titres |
| ------------------------ | ------ |
| AS Douanes               | 11     |
| ASFA Dakar               | 10     |
| ASC Jeanne d'Arc         | 7      |
| US Gorée                 | 6      |
| Dakar UC                 | 5      |
| AS Bopp                  | 4      |
| AS Police                | 3      |
| Dial Diop                | 2      |
| US Rail                  | 2      |
| ASCVD                    | 2      |
| SEIB Diourbel            | 1      |
| Université Gaston-Berger | 1      |